# Dennis Mims
Dennis Demarlow Mims (Morganton, 15 ottobre 1980) è un ex cestista statunitense con cittadinanza turca.